# Pablo Ortiz García
Pablo Ortiz García (* 1952 Quito) ist ein ecuadorianischer Diplomat, der seit 30. April 2019 Botschafter in Brüssel ist.

## Leben
1979 trat er in den auswärtigen Dienst.
Er ist Doktor der Rechte der Pontificia Universidad Católica del Ecuador.
Von 1987 bis 1988 leitete er die Rechtsabteilung des Industrie- und Handelsministerium in Quito.
Von 1993 bis 1995 war er Professor der Rechtswissenschaft an der Päpstlichen Katholischen Universität von Ecuador.
Von 1995 bis 2010 war er Professor für Gesellschaftsrecht an der Päpstliche Katholische Universität von Ecuador.
Von 1995 bis 2003 war er Professor für Finanz- und Börsenrecht an der Universidad Andina Simón Bolívar.
Von 1993 bis 1995 war er Stellvertretender Vorsitzender des Ecuadorianischen Sicherheitsrates.